# Solarworld
Solarworld (Eigenschreibweise: SolarWorld) war ein deutscher Industriekonzern in der Solarbranche. Das Unternehmen stellte monokristalline Solarmodule her und war im internationalen Vertrieb monokristalliner Solarstromtechnologie aktiv. Der Herstellungsprozess umfasste die Herstellung von Solarzellen und Solarmodulen bis zu schlüsselfertigen Photovoltaikanlagen. Das Unternehmen war mit Standorten in drei Ländern vertreten. Produziert wurde im sächsischen Freiberg und im thüringischen Arnstadt. Nach der Insolvenz der Solarworld AG im Mai 2017 übernahm im August 2017 die Solarworld Industries GmbH deren deutsche Fertigungsstätten und die Vertriebsgesellschaften in Europa, Asien und Afrika. Die Solarworld Industries GmbH beantragte im März 2018 ebenfalls die Eröffnung eines Insolvenzverfahrens. Im September 2018 wurde die Produktion eingestellt.

## Organisation
Die Solarworld Industries war als eine GmbH organisiert. Ihre Geschäftseinheiten befanden sich in Arnstadt (Fertigung von Solarzellen) Freiberg (Fertigung von Modulen) und Bonn (Verwaltung und Vertrieb). Der Vertrieb des Unternehmens war außerdem in Singapur und Südafrika vertreten.

## Geschichte der Solarworld AG

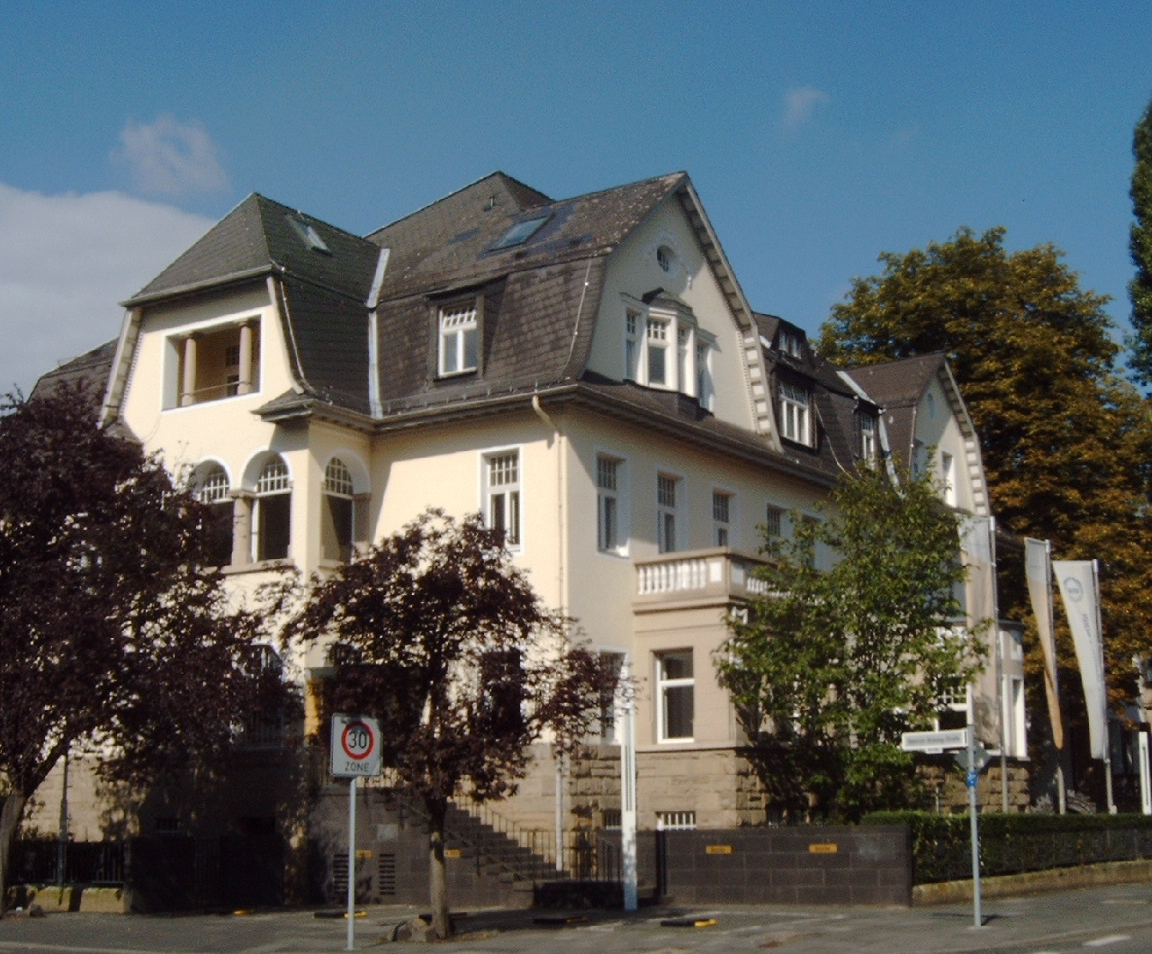
Hauptsitz der Solarworld AG in den Jahren 2005–2008, Bonn-Gronau

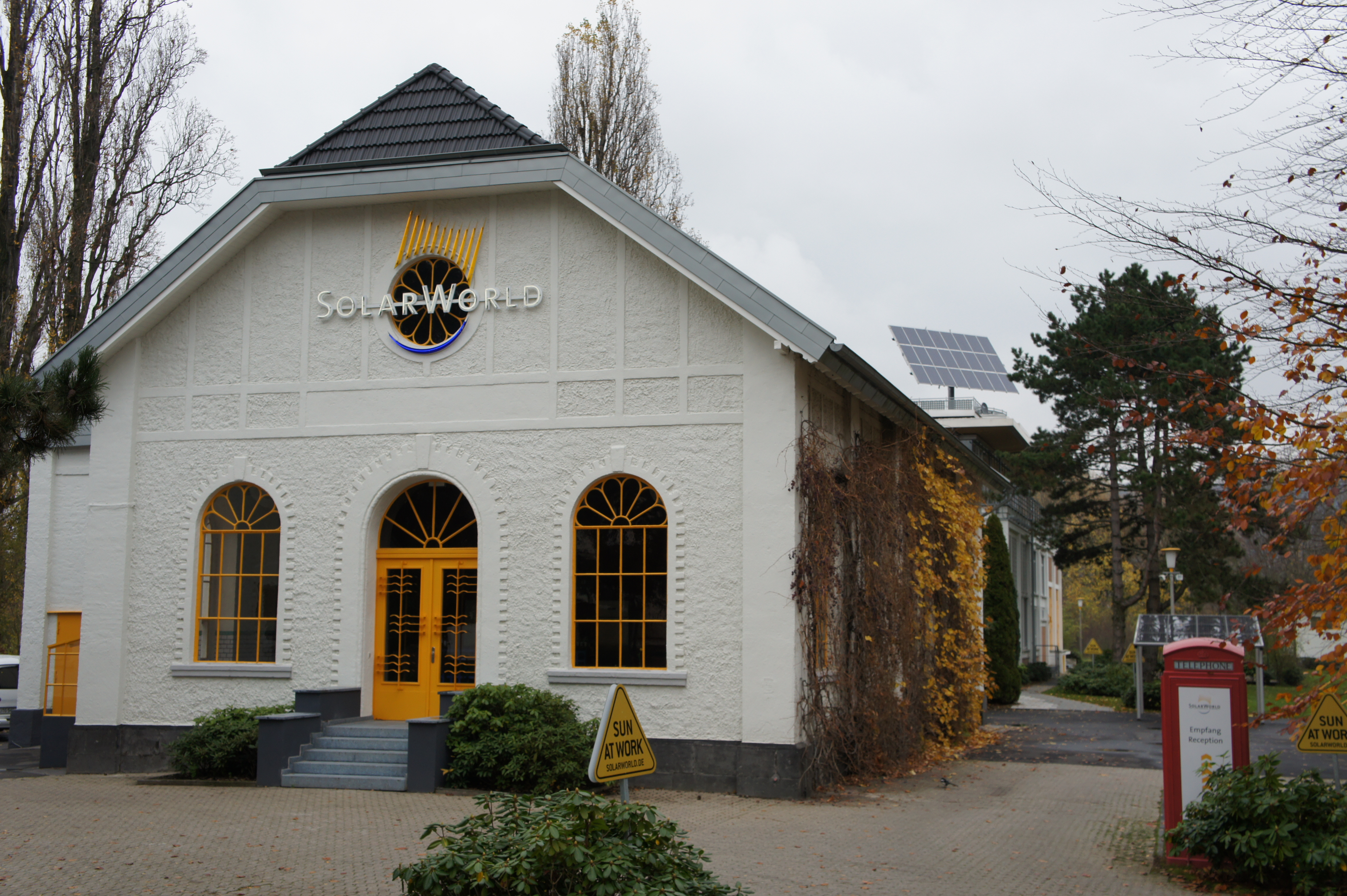
Der spätere Hauptsitz im ehemaligen Wasserwerk Plittersdorf

Frank Asbeck war Vorstandsvorsitzender der Solarworld AG und gründete 1988 ein Ingenieurbüro für Industrieanlagen in Bonn. 1995 wurde der Handel mit Photovoltaik-Modulen, Wechselrichtern, Komponenten sowie Bausätzen und Systemlösungen etabliert. 1998 übernahm die neu gegründete Solarworld sämtliche Geschäftsaktivitäten des Ingenieurbüros im Bereich Solarenergie. Der Börsengang des Unternehmens erfolgte anschließend im November 1999. Solarworld konnte, wie die gesamte Branche, sehr schnell wachsen, bedingt durch die Förderung von Solarstrom durch das Erneuerbare-Energien-Gesetz (EEG). Solarworld erhielt auch direkte Subventionen durch staatliche Fördergelder, in Deutschland waren es von 2003 bis 2011 rund 130 Millionen Euro.
Im Jahr 2000 startete am deutschen Produktionsstandort Freiberg die Waferproduktion. 2001 wurde die Solar Factory GmbH in Freiberg gegründet; hier begann 2003 die vollautomatisierte Modulproduktion.
Mit Einweihung der Deutschen Cell GmbH im Jahr 2002 entstand in Freiberg die erste konzerneigene Zellfertigung. 2004 wurde Solarworld als Preisträger im Wettbewerb Großer Preis des Mittelstandes der Oskar-Patzelt-Stiftung ausgezeichnet.
2005 wurden die für den Ausbau des internationalen Geschäfts zentralen Vertriebszweige in den USA und Europa mit der Gründung der Vertriebsgesellschaften Solarworld California Inc./USA und Solarworld Ibérica S.L./Spanien ausgeweitet. Am US-Standort Hillsboro in Oregon wurde 2006 die Produktion durch die Übernahme der solaren Siliziumaktivitäten der Shell-Gruppe ausgebaut. Der Kauf einer weiteren Fertigung solarer Wafer- und Zellenproduktion im Jahr 2007 ließ die Produktionskapazität abermals ansteigen.
In den USA wurde 2010 ein neues, vollautomatisiertes Modulwerk am Standort Hillsboro eingeweiht.
Im gleichen Jahr wurden in Freiberg eine neue Solarwaferfertigung in Betrieb genommen und ein Forschungs- und Entwicklungszentrum eingeweiht.
Seit 2010 war die Solarworld an dem Joint Venture Qatar Solar Technologies Q.S.C. mit Sitz im Emirat Katar beteiligt. Im Januar 2011 erfolgte die Übernahme der Solarparc AG, Bonn, mittels Squeeze-out.
Im März 2011 erhielt das Unternehmen die Aufsuchungsrechte für Lithium im Erzgebirge. Der Rohstoff wird vor allem für die Herstellung von Batterien zur Speicherung von Solarstrom benötigt.
Im Mai 2011 wurde in Freiberg die neue vollautomatisierte Modulfertigungsstätte Solar Factory III in Betrieb genommen.

### Übernahmeangebot für Opel
Am 19. November 2008 kündigte das Unternehmen an, alle vier deutschen Opel-Werke sowie das Entwicklungszentrum der Adam Opel GmbH zu übernehmen. Ein entsprechendes Angebot sollte dem amerikanischen Mutterkonzern, General Motors (GM), unterbreitet werden.
Kernvoraussetzung für die Abgabe des Angebotes war die komplette Trennung von Opel aus dem GM-Konzern und eine Kompensationszahlung von 40.000 Euro pro deutschem Arbeitsplatz. Die gesamte Kompensationshöhe lag damit nach Unternehmensangaben bei rund einer Milliarde Euro. Für die Übernahme hätte Solarworld für Opel Barmittel in Höhe von 250 Millionen Euro und Banklinien von 750 Millionen Euro – vorbehaltlich einer Bundesbürgschaft – bereitstellen können. Solarworld wollte Opel zum „ersten grünen europäischen Autokonzern weiterentwickeln.“ Opel beschäftigte zu jenem Zeitpunkt am Stammsitz im hessischen Rüsselsheim sowie in Bochum (Nordrhein-Westfalen), Eisenach (Thüringen) und Kaiserslautern (Rheinland-Pfalz) knapp 30.000 Menschen.
Am Tag der Bekanntgabe sackte der Börsenkurs von Solarworld um 13 % ein. Vereinzelt bewerteten Aktienhändler diese Ankündigung als PR-Gag. Solarworld-Chef Frank Asbeck sagte, sein Angebot sei durchaus ernst gemeint. Der US-Automobilkonzern General Motors, zu dem die Adam Opel GmbH damals gehörte, lehnte das Angebot ab. Wie eine Konzernsprecherin mitteilte, stehe Opel nicht zum Verkauf.

### Erste Krise des Unternehmens
Nachdem das Unternehmen lange hohe Gewinne machte, rutschte es im Zuge der Krise der gesamten Solarbranche 2011 sehr deutlich in die Verlustzone. Auch der jahrelang rasant steigende Umsatz war seither stark rückläufig. Der Umsatz brach im Jahr 2012 von 1,05 Mrd. Euro auf 606 Mio. Euro ein. Der operative Verlust erhöhte sich und betrug zum Jahresende 492,4 Mio. Euro. Die vorhandenen liquiden Mittel sanken von 553,5 Mio. Euro auf 224 Mio. Euro. Am 24. Januar 2013 räumte das Unternehmen in einer Ad-hoc-Meldung schwere finanzielle Probleme ein. Gründe für die zunehmenden wirtschaftlichen Probleme waren ein zunehmend harter Preiskampf und langfristige Abnahmeverpflichtungen für Silizium, die wegen fallender Siliziumpreise zunehmend unwirtschaftlich wurden. 2012 sorgte zudem eine außerplanmäßige Kürzung der EEG-Förderung für eine deutlich sinkende Nachfrage.
In der Folgezeit kam es zu Verhandlungen des Unternehmens mit den Gläubigern, die aber vorerst ergebnislos blieben. Am 17. April 2013 teilte Solarworld mit, dass im Einzelabschluss der Solarworld AG gemäß HGB das Eigenkapital auf einen negativen Wert gefallen sei. In einem solchen Fall muss der Vorstand gemäß § 15a in Verbindung mit § 19 Abs. 2 der Insolvenzordnung spätestens nach drei Wochen einen Antrag auf Eröffnung eines Insolvenzverfahrens stellen, es sei denn, „die Fortführung des Unternehmens ist nach den Umständen überwiegend wahrscheinlich“.
Ende April 2013 wurde bekannt, dass durch einen weitgehenden Schuldenerlass die langfristigen Verbindlichkeiten der Firma um 60 Prozent reduziert werden sollen. Nach einem Kapitalschnitt um 95 Prozent sollten jeweils 150 alte Aktien in eine neue Aktie eingetauscht und im Rahmen einer anschließenden Kapitalerhöhung die bisherigen Gläubiger Haupteigentümer des Unternehmens werden. Die Aktionäre wurden im Juli 2013 auf einer ersten außerordentlichen Hauptversammlung über die Lage des Unternehmens informiert und sollten auf einer weiteren außerordentlichen Hauptversammlung über die vorgeschlagenen Kapitalmaßnahmen beschließen.
Gegen diese Kapitalmaßnahmen gab es einige Klagen, so dass sich die Umsetzung bis Januar 2014 verzögerte. Der Anteil des bisherigen Hauptaktionärs Frank Asbeck würde infolge der Kapitalmaßnahmen von 28 Prozent auf etwa ein Prozent sinken. Er wollte jedoch seinen Anteil wieder auf 21 Prozent aufstocken. Neuer Partner wurde Qatar Solar Technologies (QSTec), ein Joint Venture von Solarworld mit der Qatar Development Bank und Qatar Solar (Tochterfirma der Qatar Foundation), das für 35 Millionen Euro rund 29 Prozent der Aktien erwarb und zusätzlich 50 Millionen Euro Kredit gab.
Im August 2013 haben Anleihegläubiger dem Rettungskonzept für das Unternehmen mit großer Mehrheit zugestimmt. Nach dem erst im Januar 2014 veröffentlichten geprüften Konzernbericht für 2012 war das Eigenkapital des gesamten Konzerns zum 31. Dezember 2012 aufgezehrt.

### Rechtsstreit mit Hemlock
In den USA ist seit 2013 eine Klage des Siliziumlieferanten Hemlock Semiconductor PTE Ltd gegen die Deutsche Solar, eine Tochtergesellschaft von Solarworld, anhängig. Die Deutsche Solar hatte einen langfristigen Liefervertrag mit Hemlock abgeschlossen. Nachdem der Siliziumpreis weltweit gefallen war, hat Solarworld die vertragliche Abnahmeverpflichtung nicht mehr erfüllt. Solarworld argumentiert, der Vertrag sei nichtig, da er gegen europäisches Kartellrecht verstoße und gemäß US-Recht bei Dumpingpreisen eine Ausnahmesituation gegeben sei. Am 26. Juli 2016 gab ein Einzelrichter in Michigan der Klage von Hemlock über 793 Millionen Dollar in erster Instanz statt. Solarworld kündigte an, dagegen Rechtsmittel einzulegen.

## Restrukturierung
Im April 2013 signalisierte das Unternehmen Interesse an der Übernahme der Bosch Solar Energy mit Sitz in Arnstadt. Der Vertrag dazu wurde am 26. November 2013 unterzeichnet.
Am 24. Februar 2014 wurde die finanzielle Restrukturierung abgeschlossen.
Im März 2014 übernahm Solarworld die Fertigungsstätten von Bosch in Arnstadt und erhielt hierfür von Bosch 130 Mio. Euro. Dies wurde 2019 von dem chinesischen Batteriehersteller Contemporary Amperex Technology (CATL) übernommen.
Am Ende des Geschäftsjahres 2015 verzeichnete die Solarworld AG einen Liquiditätsüberschuss; aufgrund der Verträge mit den Gläubigern konnten Sondertilgungen erfolgen. Gegenüber dem Jahr 2014 konnte der Umsatz 2015 von 573,4 auf 763,5 Millionen Euro gesteigert werden und übertraf damit die Zahlen der vorangegangenen drei Jahre.
2016 stieg die Zahl der Mitarbeiter des Konzerns auf 3.800.
Im ersten Quartal 2017 erwirtschaftete Solarworld bei 186 Millionen Euro Umsatz einen Verlust vor Zinsen und Steuern in Höhe von 28 Millionen Euro.

## Insolvenzen
Am 10. Mai 2017 gab die Solarworld AG bekannt, keine positive Fortbestehensprognose mehr zu haben, überschuldet zu sein und unverzüglich einen Insolvenzantrag stellen zu wollen; am folgenden Tag wurde der Antrag beim Amtsgericht Bonn eingereicht. Für die Tochtergesellschaften SolarWorld Industries Sachsen GmbH, SolarWorld Industries Thüringen GmbH, SolarWorld Industries Deutschland GmbH und SolarWorld Innovations GmbH wurden am 12. Mai 2017 ebenfalls Insolvenzanträge gestellt.
Der Insolvenzverwalter veräußerte fast das gesamte Sachanlagevermögen, alle Vorräte und alle immateriellen Vermögensgegenstände der insolventen Gesellschaften sowie deren Geschäftsanteile an ausländischen Solarworld-Tochtergesellschaften an die SolarWorld Industries GmbH, die erst im Juli 2017 gegründet wurde und deren Geschäftsführer Frank Asbeck war. Der Kaufpreis bestand hauptsächlich aus der Übernahme von Verbindlichkeiten der insolventen Gesellschaften. Am 11. August 2017 stimmte die Gläubigerversammlung dem Verkauf zu.
Am 27. März 2018 stellte auch die SolarWorld Industries GmbH beim Amtsgericht Bonn einen Antrag auf Eröffnung eines Insolvenzverfahrens. Christoph Niering wurde zum vorläufigen Insolvenzverwalter ernannt. Infolge dieser Insolvenz wurde die Produktion vollständig eingestellt. Am 8. September 2018 endete die Fertigung von Solarmodulen in Freiberg. Die Produktion von Solarzellen in Arnstadt war bereits vorher ausgelaufen.

### Folgen für die Beschäftigten
150 Mitarbeiter der Konzernzentrale in Bonn wurden zum 1. August 2017 dauerhaft freigestellt, weitere 65 Mitarbeiter verblieben zur Liquidierung des Unternehmens.
Insgesamt 475 Mitarbeiter an den Standorten Freiberg und Arnstadt wurden von der SolarWorld Industries GmbH übernommen. 1.200 nicht übernommene Mitarbeiter sollten zunächst in einer von den Investoren finanzierten Transfergesellschaft aufgefangen werden.
Anfang August 2018 wechselten 216 Solarworld-Beschäftigte in eine Transfergesellschaft, welche Ende Januar 2019 auslief. 180 ehemalige Mitarbeiter fanden eine neue Beschäftigung, die übrigen 36 haben sich zum Februar 2019 arbeitslos gemeldet.

### Schadenersatzklage wegen Insolvenzverschleppung
Wegen des Vorwurfs der Insolvenzverschleppung vor der ersten Insolvenz 2017 erhob Insolvenzverwalter Horst Piepenburg eine Schadensersatzklage in dreistelliger Millionenhöhe gegen mehrere frühere Vorstandsmitglieder, über die das Landgericht Bonn am 8. September 2022 erstmals verhandelte.

## Aktie
Die Aktien notierten erstmals am 8. November 1999 im Freiverkehr der Börse Düsseldorf sowie in der Folge auch an anderen deutschen Börsenplätzen. Nach anfänglichem Interesse seitens der Anleger erlebte die Aktie ihren ersten Kursrückgang in den Jahren 2001–2003, stieg dann aber bis November 2007 auf fast 48 Euro. Bedingt durch die weltweite Finanzkrise ab 2007 und die Krise des Unternehmens selbst fiel der Kurs im Laufe der Folgejahre und bis 23. Dezember 2013 auf ein historisches Tief von 0,37 Euro. Dies wiederum führte zu Spekulationen: am 20. Dezember erreichte die Zahl der im XETRA gehandelten Aktien insgesamt fast 2 Millionen Stück.
Im Juni 2003 wurde die Solarworld in den Prime Standard der Deutschen Börse aufgenommen. Gleichzeitig erfolgte die Aufnahme der Aktie in den internationalen ethisch-ökologischen Natur-Aktien-Index (NAI), aus dem sie mit Wirkung zum 9. Februar 2016 ausschied. Von Dezember 2004 bis März 2013 war die Aktie im TecDax notiert. Im August 2006 wurde Solarworld in den Aktienindex für erneuerbare Energien (RENIXX) aufgenommen und am 4. Juni 2007 in den ÖkoDAX. Außerdem war die Aktie von Anfang an im Photovoltaik Global 30 Index notiert.
Der Streubesitz lag bis zum Kapitalschnitt im Jahr 2013 bei 71 %. Hauptaktionär war Frank Asbeck mit rund 28 %, sein Anteil sank bis Mitte Januar 2014 auf unter 20 % Nachdem im Rahmen der Kapitalmaßnahmen 150 alte Aktien in eine neue Aktie umgetauscht wurden, lag der Kurs einer Aktie im Januar 2014 bei etwa 30 Euro. Ende 2015 lag der Anteil der Aktien im Streubesitz bei 50,2 %. Am 25. Juli 2016 erreichte der Aktienkurs ein historisches Tief mit 4,85 Euro im XETRA. Die Mitgliedschaft im Prime Standard endete im Dezember 2017.

## Kennzahlen
Nachdem der Konzern lange Zeit Gewinne erzielt hatte und eine Eigenkapitalquote von mehr als 30 % aufwies, setzte 2011 eine negative Entwicklung ein. 2014 erzielte der Konzern erstmals seit 2010 wieder einen Überschuss, was vor allem auf den Schuldenerlass im Rahmen der finanziellen Strukturierung zurückgeht. Dadurch stieg das Eigenkapital stark an.
Ausgewählte Kennzahlen:
| | 2007   | 2008   | 2009   | 2010   | 2011   | 2012   | 2013   | 2014     | 2015  | 2016  |
| --- | ------ | ------ | ------ | ------ | ------ | ------ | ------ | -------- | ----- | ----- |
| Umsatzerlöse (Mio. €) | 698,8  | 900,3  | 1012,6 | 1304,7 | 1046,9 | 606,4  | 455,8  | 573,4    | 763,5 | 803,1 |
| EBIT (Mio. €) | 198,9  | 260,8  | 151,8  | 192,8  | −233,2 | −620,3 | −188,7 | 62,4[2]  | −4,2  | −98,8 |
| Gewinn (Mio. €) | 113,3  | 148,7  | 59,0   | 87,3   | −299,3 | −606,3 | −228,3 | 464,2[2] | −33,3 | −91,9 |
| Eigenkapital (Mio. €)[1] | 691,5  | 841,1  | 865,5  | 922,9  | 630,8  | −11,4  | −243,1 | 238,7    | 208,9 | 121,8 |
| Bilanzsumme (Mio. €)[1] | 1704,5 | 2120,6 | 2217,1 | 2635,3 | 2277,8 | 1192,2 | 931,8  | 915,3    | 868,7 | 686,9 |
| Eigenkapitalquote (%)[1] | 40,6   | 39,7   | 39,0   | 35,0   | 27,7   | −1,0   | −26,1  | 26,1     | 24,0  | 17,7  |
| Mitarbeiter[1] | 1486   | 1825   | 2000   | 2376   | 2701   | 2355   | 2073   | 2730     | 2932  | 3034  |
| Aufwand für Forschung und Entwicklung (Mio. €)                                                                                  | 10,8   | 13,0   | 12,0   | 19,2   | 27,2   | 49,1   | 26,5   | 29,0     | 23,3  | 26,0  |
| [1] Stand am Jahresende; [2] starke positive Sondereffekte durch finanzielle Restrukturierung und Übernahme des Werkes Arnstadt |        |        |        |        |        |        |        |          |       |       |

## Marke und Werbekampagnen
2008 spendete Solarworld dem Vatikan die erste Solaranlage für den Kirchenstaat. Die knapp 2400 Module bei 222 kWp umfassende Anlage wurde im gleichen Jahr auf der vatikanischen Audienzhalle errichtet. Im Sommer 2009 startete Solarworld eine Werbekampagne mit Fußballnationalspieler Lukas Podolski. Durch die von Regisseur Sönke Wortmann produzierten TV-Werbespots und Plakatkampagnen hat der Konzern seinen Bekanntheitsgrad in Deutschland maßgeblich gesteigert.
Von 2010 bis 2012 lief eine Kampagne mit Larry Hagman (bekannt aus der Fernsehserie Dallas), der in den Werbespots seinen Umstieg von Öl auf Solarenergie erklärt. 2012 war ein weiterer Werbespot von Solarworld unter dem Motto Wir steigern Ihr Bruttosolarprodukt zu sehen. Darsteller sind der Schauspieler Bill Mockridge sowie die Schauspielerin und Kabarettistin Margie Kinsky. 2014 vollzog die Solarworld, unter dem Motto „Real Value“, einen Relaunch ihres globalen Markenauftritts, welcher 2015 um die internationale Kampagne „40 Jahre Echte Werte“ ergänzt wurde.

## Konkurrenzsituation
Am Weltmarkt agierten chinesische Hersteller sehr erfolgreich, beispielsweise wegen staatlicher Subventionen und Kredite. 2012 verhängte die US-Regierung deswegen Strafzölle; die EU-Kommission ermittelte wegen wettbewerbsverzerrender Subventionen. Mit den von China angebotenen Niedrigpreisen konnte Solarworld – wie einige andere Unternehmen – nicht konkurrieren.
2012 sollen Hacker kurz nach einer Klage gegen chinesische Konkurrenten wegen angeblichen Dumpings erfolgreich bei Solarworld USA in Hillsboro/Oregon eingedrungen sein. Die Spione lasen die Kommunikation des Unternehmens mit seinen Anwälten über die Dumpingklage mit und beschafften sich Informationen über Produktionsverfahren und -techniken.